# 220-ті до н. е.

## Події
- 222 — кінець правління в еллістичному Єгипті Птолемея III Евергета;
- 222 — початок правління в еллістичному Єгипті Птолемея IV Филопатора;
- зникли китайські царства Чжао і Янь.
- Битва при Селассії